# Mexikanische Billie-Jean-King-Cup-Mannschaft
|                                                 |
| Teilnahmen der Mexikanischen Fed-Cup-Mannschaft |

Die mexikanische Billie-Jean-King-Cup-Mannschaft ist die Tennisnationalmannschaft von Mexiko, die im Billie Jean King Cup eingesetzt wird. Der Billie Jean King Cup (bis 1995 Federation Cup, 1996 bis 2020 Fed Cup) ist der wichtigste Wettbewerb für Nationalmannschaften im Damentennis, analog dem Davis Cup bei den Herren.

## Geschichte
Erstmals am Billie Jean King Cup teilgenommen hat Mexiko im Jahr 1964. Der bisher größte Erfolg war das Erreichen des Achtelfinales.

## Teamchefs (unvollständig)
- Raquel Contreras
- Leonardo Lavalle, 2014
- Angélica Gavaldón, 2015
- Bruno Echagaray, 2016
- Agustin Moreno,

## Bekannte Spielerinnen der Mannschaft
- Angélica Gavaldón
- Melissa Torres